# Winners Don't Use Drugs

Imagem da mensagem.

Winners Don't Use Drugs (em português Vencedores Não Usam Drogas) foi um slogan anti-drogas que foi incluído em todas as máquinas de arcade nos Estados Unidos entre os anos de 1989 e 2000. A mensagem era mostrada no chamado attract mode que é o modo em que é feita a apresentação do jogo, sem estar na parte jogável.
A mensagem é creditada ao diretor do FBI William S. Sessions, em um acordo do órgão com a AAMA (American Amusement Machine Association) e outras 20 distribuidoras de máquinas. A primeira aparição do slogan foi em 10 de janeiro de 1989 e se tornou um símbolo dos jogos arcades.